# Zamarada erato
Zamarada erato är en fjärilsart som beskrevs av Charles Oberthür 1912. Zamarada erato ingår i släktet Zamarada och familjen mätare. Inga underarter finns listade i Catalogue of Life.